# Franz Wilhelm Schweigger-Seidel
Franz Wilhelm Schweigger-Seidel (Weißenfels, 16 ottobre 1795 – Saale, 5 giugno 1838) è stato un chimico tedesco.

## Biografia
Padre del fisiologo Franz Schweigger-Seidel (1834-1871). Formatosi come farmacista, nel 1820 iniziò i suoi studi di medicina e scienze a Halle, dove in due anni fu assistente nel laboratorio di chimica. Lavorò a stretto contatto con Johann Salomo Christoph Schweigger (1779-1857), che sarebbe diventato il padre legalmente adottivo di Seidel. Successivamente Seidel cambiò il suo cognome in "Schweigger-Seidel" come tributo al fratello del suo padre adottivo, il naturalista August Friedrich Schweigger (1783-1821), assassinato in Sicilia il 28 giugno 1821.
Nel 1824 si laureò a Halle e trascorse i successivi pochi anni come medico a Berlino. Nel 1827 divenne professore all'Università di Halle, dove nel 1829 fondò l'istituto farmaceutico e ne fu il direttore. Il suo lavoro scientifico era principalmente nei campi della chimica fisiologica e patologica.
Schweigger-Seidel morì il 5 giugno 1838 annegando nel fiume Saale.
| Controllo di autorità | VIAF (EN) 113657 · ISNI (EN) 0000 0001 1584 1919 · BAV 495/204277 · CERL cnp00389702 · LCCN (EN) n89627990 · GND (DE) 117401706 · BNF (FR) cb124901008 (data) |